# Sabueso bosnio
El Sabueso bosnio', Bosanski Oštrodlaki Gonič, también llamado Barak, es un perro de caza desarrollado en Bosnia.
La raza es de sabueso utilizado para caza mayor y su nombre de origen Bosanski Oštrodlaki Gonič's se traduce como pelo tosco o basto, en referencia a su manto de pelo duro.

## Apariencia
Lo más llamativo es su manto de pelo duro, rizado y desordenado, de color amarillento, trigo, rojizo o grisáceo, normalmente con una mancha blanca en la cabeza entre otras marcas blancas
El estándar marca una longitud corporal un 10% mayor que la altura, siendo estas proporciones las que le diferencian de otros perros cazadores de la región de la antigua Yugoslavia, también un poco "largos de piernas". Su altura es de 46 a 55 cm y su peso entre 16 y 24 kg. Normalmente tiene una cola curvada hacia arriba y en su cara puede verse una barba y un bigote poblados.

## Temperamento
Tiene una personalidad muy viva, así como corajuda y persistente.